# Lucicutia pacifica
Lucicutia pacifica är en kräftdjursart som beskrevs av Brodsky 1950. Lucicutia pacifica ingår i släktet Lucicutia och familjen Lucicutiidae. Inga underarter finns listade i Catalogue of Life.